# Marcus Bornheim
Marcus Bornheim (* 1974 in Bad Honnef) ist ein deutscher Journalist und seit Oktober 2019 als Nachfolger Kai Gniffkes Erster Chefredakteur von ARD-aktuell, der ARD-Gemeinschaftsredaktion für Tagesschau und Tagesthemen in Hamburg. Zuvor war er ebenda seit 2017 zweiter Chefredakteur sowie von 2011 bis 2017 Leiter der Redaktion Wirtschaft beim Bayerischen Rundfunk und Moderator des Wirtschaftsmagazins plusminus.

## Leben

### Ausbildung und berufliche Anfänge
Nach dem Abitur am Gymnasium Nonnenwerth besuchte Marcus Bornheim die Berliner Journalistenschule und studierte an der Universität Bonn Politik, Wirtschaftsgeschichte und Soziologie. Er schloss das Studium mit dem Magistergrad (M.A.) ab. In den folgenden Jahren arbeitete er als freier Mitarbeiter unter anderem für das Radio, Zeitungen und Fernsehen, darunter der Bonner Generalanzeiger, der WDR und der BR. Mit nur 22 Jahren ging Bornheim zudem nach Washington, D.C., um für das dortige ZDF-Auslandsstudio zu arbeiten.

### ARD-Fernsehkorrespondent und Leukämie-Erkrankung
1994 folgte der Wechsel zum BR, für den er ab 1999 als Reporter in Berlin und ab 2004 als entsandter Korrespondent im ARD-Hauptstadtstudio tätig war und Beiträge für die Tagesschau und die Tagesthemen entwickelte. Sein Hauptaugenmerk lag dabei auf den Spezialgebieten CDU/CSU, Finanzen, Inneres und Wirtschaft.
Seinen vorerst letzten Auftritt als Korrespondent der Tagesschau absolvierte Bornheim Anfang Mai 2008. Bei einer ärztlichen Untersuchung war bei ihm zuvor eine aggressive Form der Leukämie diagnostiziert worden. Bei umfangreichen Blutstammzellenspenden ließen sich mehr als 10.000 Menschen auch für die Deutsche Knochenmarkspenderdatei typisieren. Innerhalb der Familie war keine Spende möglich. Nach Aufrufen über eine Webseite, die seine Schwester eigens für ihn eingerichtet hatte, konnte bis Dezember 2008 jedoch kein passender Spender gefunden werden. Er entschied sich für eine als riskant eingestufte Therapieform und bekämpfte die Leukämie erfolgreich.

### Leiter der Wirtschaftsredaktion beim BR (2011 bis 2017)
Nach vollständiger Genesung wurde Bornheim im August 2011 Leiter der Redaktion Wirtschaft beim Bayerischen Rundfunk und moderierte für den BR im Wechsel mit Journalisten anderer Sender das Wirtschaftsmagazin plusminus. „Komplexe Sachverhalte so darzustellen, dass Otto Normalbürger sich dafür interessiert und am Ende eine eigene Meinung bilden kann“, bezeichnete Bornheim als seine größte Herausforderung.

### Chefredaktion von ARD-aktuell (seit 2017)
Im April 2017 wechselte Bornheim zunächst als Zweiter Chefredakteur zu ARD-aktuell, der ARD-Gemeinschaftsredaktion für Tagesschau und Tagesthemen in Hamburg. In den Tagesthemen war er seitdem vertretungsweise auch als Moderator sowie als Kommentator aktiv. Im Oktober 2019 übernahm Bornheim als Nachfolger Kai Gniffkes den Posten des Ersten Chefredakteurs von ARD-aktuell. Sein Nachfolger als Stellvertreter wurde Helge Fuhst.

### Privates
Marcus Bornheim ist verheiratet und hat mit seiner Frau zwei Kinder, die 1997 und 2003 geboren wurden.